# Etlingera corneri
Etlingera corneri là một loài thực vật có hoa trong họ Gừng. Loài này được Mood & Ibrahim mô tả khoa học đầu tiên năm 2000.